# イローナ・ミトルセー
イローナ・ミトルセー（Ilona Mitrecey、1993年9月1日 - ）は、フランス・フォントネー＝オー＝ローズの歌手。日本発売盤では英語風に「イローナ・ミトレシー」と表記されている。

## 概要
2005年2月28日にシングル「Un monde parfait（直訳：完全なる世界、英題：A Perfect World、邦題：ときめき☆アーモンドパフェ）」を発売。これがフランスで大ヒットし、チャートで16週連続首位、150万枚の売り上げを記録した。
日本ではイローナの名で2006年7月7日、ミニアルバム｢ときめき☆アーモンドパフェ」を発売。J-WAVEのTOKIO HOT 100では2006年4月23日に76位で登場した。その後、同年5月7日には24位まで上昇したが発売前にランク外となった。
ミュージック・ビデオでは3DCGアニメーションで登場するのが特徴。日本ではバーチャルアイドルとして紹介される場合がある。

## ディスコグラフィー

### フランス
シングル
- Un monde parfait - 2005年2月28日
- C'est les vacances - 2005年6月20日
- Dans ma fusée - 2005年10月10日
- Noël, que du bonheur - 2005年12月5日
- Allo Allo - 2006年3月3日
- Laisser nous respirer - 2006年11月20日
- Chiquitas - 2007年4月2日

アルバム
- Un monde parfait - 2005年10月10日
- Laisser nous respirer - 2006年11月20日

### 日本
- ときめき☆アーモンドパフェ - 2006年7月7日

日本独自盤のミニアルバム。フランスでシングルカットされた"Un monde parfait"、"C'est les vacances"、"Dans ma fusée"を、MPEG1形式のミュージックビデオと併せて収録。
- ときめき☆アーモンドパフェ～アルバム - 2007年2月18日

アルバム"Un monde parfait"の日本盤。13曲目以降の内容が欧州盤と異なる。フランスでシングルカットされている5曲のミュージックビデオも収録。